# Johann Godfried von Redinghoven
Johann Godfried von Redinghoven, auch Johannes Gottfried von Redinghoven (* 10. November 1628 in Düsseldorf; † 23. Juni 1704 in Braunschweig), war ein jülich-bergischer Archivar und Geheimrat.

## Leben

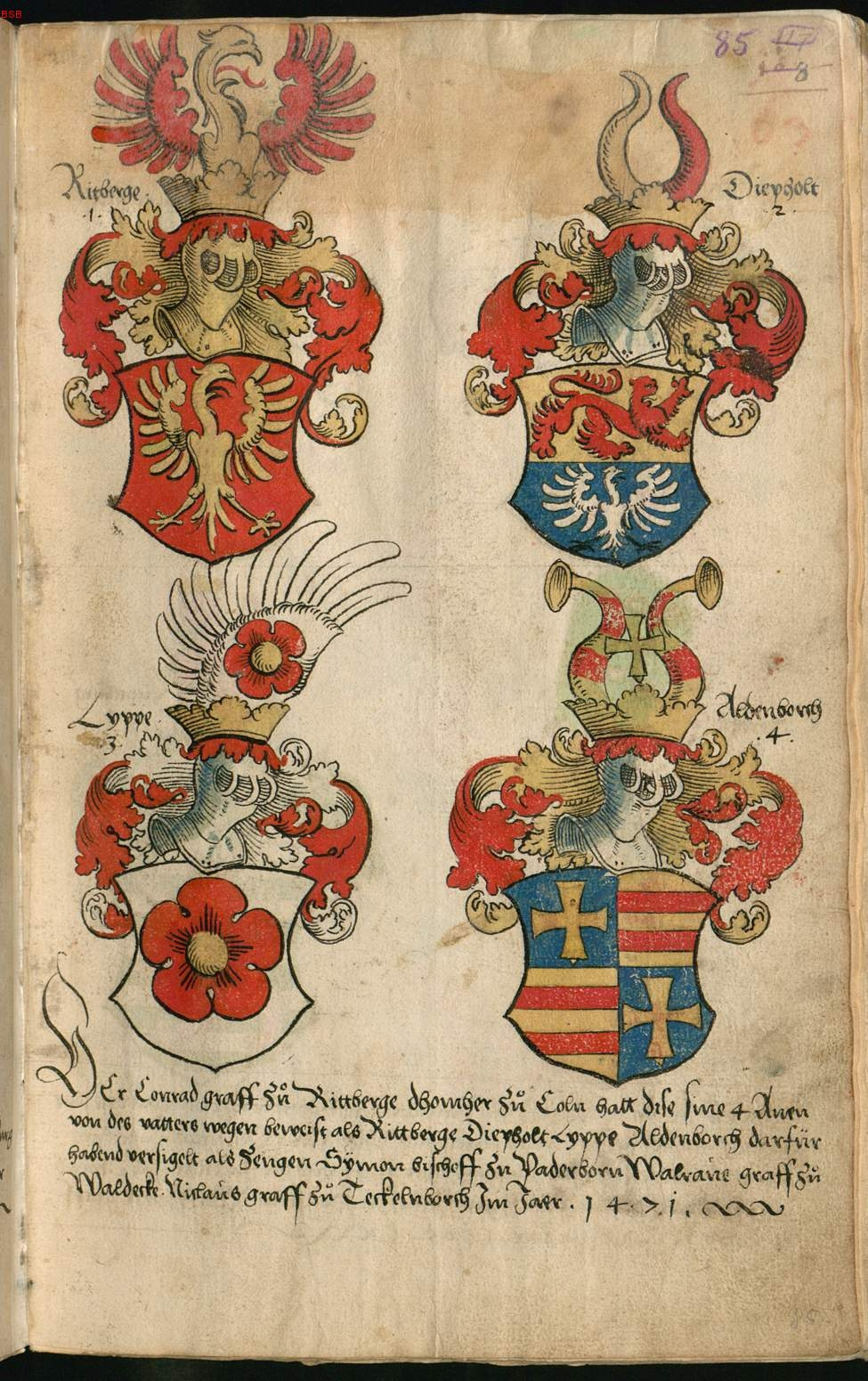
Seite aus dem Wappenbuch (Band 69) der „Sammlung Redinghoven“, Bayerische Staatsbibliothek (Cgm 2213/69, Blatt 85)

Redinghoven war Sohn des Arztes Johann Winand von Redinghoven († 1631) und dessen Ehefrau Margaretha Mattenclot (1596–1675), einer Tochter des jülich-bergischen Geheimen Rats und Hofgerichts-Kommissars Joachim Mattenclot (1552–1620), der 1609 den Eid auf die Possedierenden im Jülich-Klevischen Erbfolgestreit geleistet hatte und damit in brandenburgische und pfalz-neuburgische Dienste getreten war. Redinghoven entstammte einem alten patrizischen Schöffengeschlecht Nimwegens, das in den Herzogtümern Kleve und Jülich begütert war. Seine Großeltern waren väterlicherseits der unter Herzog Wilhelm von Jülich-Kleve-Berg tätige Ratssekretär und Zollschreiber Sibert von Redinghoven und dessen Frau Elisabeth Monheim. Großeltern mütterlicherseits waren der jülich-bergische Rat, Referendar und Archivar Gabriel Mattenclot (1585–1656) und dessen Ehefrau Catharina Lauffs († 1654).
Nach dem Studium der Rechte und einer Promotion beschritt Redinghoven eine Beamtenlaufbahn in der Landesverwaltung Jülich-Bergs. Vor dem Jahr 1662 erklomm er die Stellung eines jülich-bergischen Archivars. Er wurde Mitglied des Hofrats und später des Geheimen Rats. In diesem Leitungsgremium wurde er 1668 unter Pfalzgraf Philipp Wilhelm urkundlich benannt. Neben dem jülich-bergischen Landesarchiv im Nordturm des Düsseldorfer Schlosses, aus dessen Verwaltung er sich offenbar nach 1685 zurückzog, war Redinghoven zuständig für Lehnsangelegenheiten.
Von seiner Feder stammen eigenhändige Aufzeichnungen über Vorkommnisse in den Jahren 1698–1702 sowie eine beträchtliche Anzahl genealogisch-historischer Exzerpte, Kopien und Ausarbeitungen, ferner Repertorien über die jülich-bergischen Lehen, außerdem 79 Foliobände handschriftlicher Sammlungen zur Geschichte und Genealogie der niederrheinischen Lande und verschiedener Nachbargebiete. Seine Schriften, von den Nachkommen um 1750 zum Teil an den pfälzischen Kurfürsten Karl Theodor verkauft und als „Sammlung Redinghoven“ in der Bayerischen Staatsbibliothek erhalten, haben eine hohe Bedeutung für die Geschichte der Rheinlande und angrenzender Landstriche.
Redinghoven war Eigentümer der Häuser Altestadt 9 und Ratinger Straße 10 in Düsseldorf. Aus seiner Ehe mit Maria Elisabeth von Neuhof, genannt Ley zu Bülgenau und Vinstel, ging sein einziger Sohn hervor, der auch Johann Godfried von Redinghoven hieß und am 5. April 1724 starb. Dieser erwarb das Lizenziat beider Rechte, fungierte schon zu Lebzeiten des Vaters als geheimer Rat und Religionscommissarius, schrieb ebenfalls genealogische Entwürfe und Rechtsgutachten und wurde am 14. März 1712 in den Freiherrnstand erhoben.